# Autoridad de sellado de tiempo
La Autoridad de sellado de tiempo (del inglés Timestamping Authority, TSA) es un prestador de servicios de certificación que proporciona certeza sobre la preexistencia de determinados documentos electrónicos a un momento dado, cuya indicación temporal junto con el hash del documento se firma por la Autoridad de sellado de tiempo.
El sellado de tiempo es uno de los servicios más importantes en relación con la firma electrónica.